# جون ويلكينسون (لاعب كرة قدم)
جون ويلكينسون (بالإنجليزية: John Wilkinson)‏ هو لاعب كرة قدم بريطاني (وحمل سابقاً جنسية المملكة المتحدة لبريطانيا العظمى وأيرلندا) في مركز حراسة المرمى، ولد في 24 يناير 1886 في المملكة المتحدة، وتوفي في 19 سبتمبر 1918 في شمال مقدونيا. لعب مع نادي كوينز بارك.